# Помехи уличному освещению
Помехи уличному освещению (от англ. Street light interference phenomenon, SLI) — термин, введенный исследователем паранормальных явлений Хилари Эванс для обозначения способности некоторых людей включать или выключать уличные фонари, проходя рядом с ними. Люди, испытывающие эффект SLI утверждают, что это происходит с ними на регулярной основе, с определёнными лампами и уличными фонарями и чаще, чем это можно было бы объяснить случайностью; однако, SLI никогда не демонстрировался в научном эксперименте, и те, кто утверждает об этой способности, не могут воспроизвести эффект по требованию.

## Сторонники
По словам Эванс, SLI — это явление, «основанное на утверждениях многих людей о том, что они непроизвольно и, как правило, спонтанно заставляют гаснуть уличные фонари». Книга Эванс 1993 года «Эффект SLI» предполагает, что это явление «не согласуется с нашими нынешними знаниями о том, как люди взаимодействуют с физическим миром». Эванс придумала термин «слайдер» для обозначения кого-то, кто предположительно вызывает этот эффект, и цитирует заявления Слайдеров о том, что они могут «последовательно гасить ряд ламп с натриевыми парами, каждая из которых гаснет, когда они приближаются к ней».
Некоторые сторонники считают, что статическое электричество или «какая-то „энергия“, излучаемая человеческим телом» вызывает эффект SLI. Другие утверждают, что предполагаемое явление вызвано людьми, обладающими психическими или психокинетическими способностями.

## Критика
Массимо Полидоро, автор статей в журнале «Скептический исследователь», считает утверждения о SLI примерами корреляции, не подразумевающей причинно-следственной связи, или предвзятости подтверждения: люди гораздо чаще замечают, когда поблизости включается или выключается уличный свет, чем они замечают, что свет включается или выключается на расстоянии, или уличный свет в устойчивом состоянии на любом расстоянии. Это усугубляется режимом отказа уличных фонарей, при котором уличные фонари натриевого типа высокого давления чаще выключаются и включаются в конце их жизненного цикла. Инженер по натрию высокого давления в General Electric, цитируемый Сесилом Адамсом, описывает SLI как «сочетание совпадения и принятия желаемого за действительное». Полидоро отмечает, что «паранормальное явление является наименее вероятной причиной».